# Otón IV de Baviera
Otón IV (3 de enero de 1307 – 14 de diciembre de 1334 en Múnich) fue un duque de Baja Baviera.

## Familia
Era un hijo de Esteban I de Baviera y Juta de Schweidnitz. Sus abuelos maternos fueron Bolko I el Estricto, duque de Jawor y Świdnica y Beatriz de Brandeburgo. Bolko era hijo de Boleslao II el Calvo y su primera esposa Eduvigis de Anhalt. Beatriz era una hija de Otón V de Brandeburgo-Salzwedel y Juta de Hennenberg.

## Reinado
Sucedió como duque de Baja Baviera desde 1310 hasta 1334 como corregente de su hermano Enrique XIV y su primo Enrique XV. En 1322 estuvo en guerra con sus corregentes, en 1331 Baja Baviera fue finalmente dividida entre ellos. Otón entonces gobernó Burghausen, Traunstein y otras ciudades bávaras. Otón, quien odiaba a su hermano, hizo de su primo, el emperador Luis IV.

## Matrimonio
Otón IV se casó con Ricarda de Jülich. Era hija de Gerardo V de Jülich e Isabel de Brabant-Aarschot. Tuvieron un hijo que se sepa:
- Alberto de Wittelsbach. Nacido en 1332. Murió antes que su padre.